# Philippe Laprise
Philippe Laprise (né le 12 mai 1976) est un humoriste québécois et copropriétaire du club de baseball, le « BigBill de Coaticook ».

## Biographie

### Improvisation
Philippe Laprise entame ses débuts sur scène dans l'arène d'improvisation. Il improvise pour la première fois à son école secondaire et poursuit sa carrière d'improvisateur au Cégep de Jonquière, puis dans la région de Montréal. De 2005 à 2009, il est improvisateur dans plusieurs ligues, dont la Gaielaxie et La limonade. Sa carrière en improvisation atteint des sommets en 2017, en étant assigné capitaine de l'équipe « Saguenay », à l'occasion du National d'improvisation 2017 organisé par Juste pour rire. 

### Humour
Philippe Laprise s'installe à Montréal afin de réaliser ses études à l'École nationale de l'humour. Il reçoit son diplôme en 2002. Quelques années plus tard, il brûle les planches des plus prestigieux festivals, dont le Grand Rire (2008-2013), le festival Juste pour rire (2012-2018) et le gala ComédiHa! Fest (2016-2018). 
Son ascension rapide dans l'industrie de l'humour québécoise lui permet d'ailleurs de remporter plusieurs prix. Après avoir été sacré gagnant du concours de la relève Juste pour rire du Festival d'humour de l'Abitibi-Témiscamingue (2006), il remporte le titre de « révélation » lors du festival Juste pour rire 2007 et est voué « découverte de l'année » au Gala Les Olivier 2009.  
L'humoriste lance son premier spectacle solo, Je peux maintenant mourir, en 2009. Cette tournée, mise en scène par Dominic Anctil, parcourt la province pendant trois ans. Son second one-man-show s'intitule Plus sexy de jamais et obtient un véritable succès populaire. Un billet platine lui est, en ce sens, remis en 2016 afin de souligner ses 100 000 billets vendus. Au total, 150 000 billets sont vendus. En 2015, Plus sexy que jamais est nommé au Gala de l'ADISQ dans la catégorie « spectacle de l'année - humour ». En 2016, il obtient une autre nomination ; cette fois-ci au Gala Les Oliver dans la catégorie « spectacle de l'année ». De 2017 à 2018, Philippe Laprise présente un spectacle qu'on pourrait qualifié de rodage. Dans Entre deux shows, l'humoriste teste du nouveau matériel qu'il pourra éventuellement jouer au cours d'un gala ou de son prochain spectacle solo. Son plus récent spectacle solo, intitulé Je m'en occupe, a pris d'assaut les scènes du Québec en 2018. 
Lors du début de pandémie, en 2020, Philippe Laprise a découvert une bosse inquiétante sur son corps. Après plusieurs mois d'examens médicaux et d'angoisse, Philippe Laprise s'est remis en question et à décider de s'inspirer de cette histoire pour son 4e one man show intitulé Pourquoi pas.

### Télévision
Assez tôt dans sa carrière, Philippe Laprise est courtisé par les réseaux de télévision québécois. À compter de 2008, il obtient des contrats en tant que comédien (Canal D, Juste pour rire, VrakTV, etc.), animateur (MATV, Canal D, VrakTV, RDS, etc.) et chroniqueur (TQS, VTélé, Radio-Canada, etc.). Son rôle le plus marquant est sans contredit celui de Phil dans l'émission jeunesse VRAK la vie (2009-2015). Ce personnage lui vaut une grande notoriété dans la culture populaire, principalement chez les jeunes. De 2012 à 2015, il est d'ailleurs nommé dans la catégorie « personnalité jeunesse » au Gala Artis et remporte finalement le prix en 2015. Sur les ondes de VRAK, Philippe Laprise porte également le chapeau d'animateur pour les émissions Ça sent drôle (2011-2012) et Meilleur avant le 31, bon pareil le 1er (2012-2015).  
Il a été participant à Sortez-moi d’ici dans la saison 2, diffusée en 2024. À partir du 28 mars 2025, Philipe Laprise propose sa propre émission de télévision, Phil tout-terrain, qui est diffusé sur Évasion.   

#### Fondation
En 2018, Philippe Laprise a lancé une fondation à son nom, dont l'objectif est de soutenir les enfants et les familles qui vivent avec un diagnostic de Trouble du déficit de l'attention avec ou sans hyperactivité (TDA/H). L'humoriste, tout comme ses enfants, est diagnostiqué avec un TDA/H.

## Carrière

### Télévision
- 2008 : Juste pour rire en direct (TVA)
- 2008-2009 : Le retour (TQS)
- 2008-2009 : Les auditions Juste pour rire (MaTV)
- 2009-2012 : Un gars le soir (VTélé)
- 2009-2015 : VRAK la vie (VRAK)
- 2010 : Fallu plaisante (Canal D)
- 2011-2012 : Ça sent drôle (VRAK)
- 2012-2015 : Meilleur avant le 31, bon pareil le 1er (VRAK)
- 2013 : Le choc des générations (Radio-Canada)
- 2013 : Les persévérants (RDS)
- 2013-2018 : Histoires de sentiers (RDS)
- 2015-2017 : Challenge Hockey RDS EA Sports (RDS)
- 2017 : Humoriste sur demande (ZTélé)
- 2017-2018 : Conseil de famille (Télé-Québec)

### Spectacles
- 2009-2012 : Je peux maintenant mourir
- 2015-2017 : Plus sexy que jamais
- 2017-2018 : Entre deux shows
- 2018-2020 :  Je m'en occupe
- 2023-2024 :  Pourquoi pas